# Arabis venusta
Arabis venusta är en korsblommig växtart som beskrevs av Hiroshi Hara. Arabis venusta ingår i släktet travar, och familjen korsblommiga växter. Inga underarter finns listade i Catalogue of Life.